# 3983 Sakiko
A 3983 Sakiko (ideiglenes jelöléssel 1984 SX) a Naprendszer kisbolygóövében található aszteroida. Antonín Mrkos fedezte fel 1984. szeptember 20-án.